# John Parish
John Parish es un músico y productor inglés, sus trabajos más conocidos son sus colaboraciones con PJ Harvey. Su hermana es la actriz Sarah Parish.

## Discografía

### En solitario
- How Animals Move (2002).
- Once Upon A Little Time (2005).
- Screenplay (2013).
- Bird Dog Dante (2018)

### con PJ Harvey
- To Bring You My Love (1995): productor y varios instrumentos.
- Dance Hall at Louse Point (1996): productor y varios instrumentos.
- Is This Desire? (1998): varios instrumentos.

### con Maika Makovski
- Maika Makovski (2010).

### Colaboraciones
- 16 Horsepower: Low Estate (1997): productor y varios instrumentos.
- Sparklehorse: It's a Wonderful Life (2001): coproductor y varios instrumentos.